# Wilfredo Henríquez
Wilfredo Margarito Henríquez Hernández (25 de enero de 1984) es un luchador venezolano de lucha libre. Participó en dos Campeonatos Mundiales, consiguiendo un 13.º puesto en 2011. Obtuvo el octavo lugar en los Juegos Panamericanos de 2011 y 2015. Ganó una medalla de plata en el Campeonato Panamericano de 2015.